# 다테바야시정
다테바야시정(일본어: 館林町)은 일본 군마현 오라군에 설치되었던 정이다.

## 참고 문헌
- 角川日本地名大辞典編纂委員会, 『角川日本地名大辞典 10 群馬県』1988, 角川書店